# Radium-223
Radium-223 (223Ra) je izotop radia s poločasem přeměny 11,43 dne. Využívá se hlavně v radioterapii, díky chemické podobnosti s vápníkem se usazuje v kostech.

## Původ a výroba
I když se radium-223 vyskytuje v přírodě (kde vzniká jako součást rozpadové řady uranu-235), tak se převážně vyrábí uměle vystavením přírodního radia-226 neutronům za vzniku radia-227, které se s 42minutovým poločasem přeměňuje na aktinium-227 (s poločasem 21,77 let), to se z 98,6 % přemění na thorium-227 (poločas 18,7 dne), z něhož alfa rozpadem vzniká radium-223. Tento rozpad umožňuje vyrobit 223Ra z generátoru obsahujícího 227Ac.